# GEDCOM
GEDCOM (výslovnost [ˈdʒɛdkɒm])(akronym z anglického GEnealogical Data COMmunication)  je souborový formát pro výměnu genealogických dat mezi genealogickými programy vyvinutý Církví Ježíše Krista Svatých posledních dnů (známější jako „mormoni“).
Soubory GEDCOM jsou čistě textové (obvykle v kódování znaků UTF-8 nebo ASCII) a obsahují genealogické informace o individuálních osobách a metadata, která propojují tyto záznamy navzájem. Většina genealogických programů podporuje import do nebo export z formátu GEDCOM. 

## Struktura souboru GEDCOM
Soubor GEDCOM obsahuje záhlaví (header), sekci záznamů (records), a koncový záznam (trailer).
Záznamy reprezentují individuální osoby (INDI), rodiny (FAM), zdroje informací (SOUR), a další informace, včetně poznámek.
Záznamy se skládají z řádků. Každý řádek začíná číslem úrovně. Záznamy nejvyšší úrovně (HEAD, TRLR, SUBN, a každý INDI, FAM, OBJE, NOTE, REPO, SOUR, a SUBM) začínají řádkem s číslem úrovně 0.
Soubor GEDCOM lze vytvářet a upravovat ručně pomocí textového editoru, ale protože byl tento formát navržen pro počítačové zpracování, nejsou tyto úpravy uživatelský přívětivé. Pro ověření správnosti zápisu ve formátu GEDCOM může být použit GEDCOM validátor, např. PhpGedView.

### Podpora akcí a zdrojů zahrnující více osob
Soubor GEDCOM může obsahovat informace o událostech, jako jsou narození, úmrtí, záznamy o sčítání lidu, záznamy o manželství, atd. Událost je něco, co se stalo v určitém čase, na konkrétním místě (i když čas a místo nejsou známy). Soubory GEDCOM mohou také obsahovat atributy, jako je fyzický popis, zaměstnání a celkový počet dětí; na rozdíl od událostí nelze atributy obecně spojovat s konkrétním časem nebo místem.
Ve specifikaci GEDCOM jsou události spojené s rodinou, jako jsou informace o manželství, uloženy v GEDCOMu pouze jednou, jako součást rodinného záznamu (FAM), a poté jsou oba manželé propojeni s tímto jediným rodinným záznamem. 

## Verze
Aktuální verze specifikace GEDCOM 5.5 byla vydána 12. ledna 1996. Návrh specifikace GEDCOM 5.5.1 vydaný v roce 1999, přidal devět nových tagů, (mj. WWW, EMAIL a FACT), a přidal UTF-8 jako povolené kódování znaků. Přestože tento návrh nebyl formálně uznán, tato rozšíření se v mnoha genealogických programech používají.
6. prosince 2002 byla zveřejněna beta verze specifikace GEDCOM 6.0, která používá pro ukládání dat XML formát a podporuje zapisování znaků v kódu Unicode, to umožňuje například zápis východoasijských jmen originálními znaky, bez nejednoznačností daných přepisem znaků, je tedy využitelné pro celosvětový genealogický výzkum.

## Omezení
Specifikace GEDCOM vyžaduje, aby každá událost nebo atribut byl propojený s přesně jedním jednotlivcem nebo rodinou.  To způsobuje vícenásobné uvedení u událostí, jako jsou záznamy o sčítání, kde záznam často obsahuje informace o více jednotlivcích. V souboru GEDCOM musí být pro sčítání lidu přidána samostatná událost sčítání "CENS" pro každého odkazovaného jednotlivce. Některé genealogické programy, jako například Gramps, používají databázové struktury pro zdroje, které zahrnují události společné pro více osob. Při exportu z podobných programů do formátu GEDCOM, musí být tyto informace duplikovány na každém místě, kde jsou použity, to ztěžuje uživateli udržování aktuálních informací souvisejících se zdroji.
Není jednoznačně určeno, ke kterému záznamu přiřadit událost, tak může být např. záznam s detaily o osvojení potomků uveden u potomků, adoptivních rodičů nebo skutečných rodičů.
GEDCOM nepodporuje specifickou reprezentaci dat mnoha typů blízkých mezilidských vztahů, jako jsou manželství osob stejného pohlaví, domácí partnerství, soužití, polyamorie nebo polygamie. Takové vztahy lze reprezentovat pouze pomocí generické značky ASSO používané pro jakýkoli typ vztahu.
Specifikace GEDCOM nenabízí explicitní podporu pro udržování známého pořadí událostí. Zejména může dojít ke ztrátě pořadí vztahů (FAMS) pro osobu a pořadí dětí ve vztahu (FAM). V mnoha případech lze posloupnost událostí odvodit z přidružených dat. Ale například v případě, že osoba má dva vztahy, oba s neznámými daty a z popisu je známo jejich pořadí, tak pořadí, ve kterém jsou tyto FAMS zaznamenány v záznamu INDI, bude záviset na exportním programu. 
Důsledkem omezení formátu GEDCOM je, že některé genealogické programy, používají vlastní rozšíření formátu, které nejsou vždy přenositelná do jiných genealogických programů.
Poslední návrh formátu GEDCOM je verze 6.0 XML Draft zveřejněná v roce 2001, která nemá kompletní specifikaci a není doporučena pro implementování do software. 

## Příklad
Následuje výpis jednoduchého souboru GEDCOM.
Hlavička (začínající řádkem HEAD) obsahuje zdrojový program a verzi (Reunion, V8.0), verzi standardu GEDCOM (5.5) a kódování znaků (MACINTOSH).
Individuální záznamy (začínající řádkem INDI) definují osoby Bob Cox (ID 1, resp. @I1@), Joan Para (ID 2) a Bobby Jo Cox (ID 3).
Záznam rodiny (FAM) dává do vztahu manžela (HUSB), manželku (WIFE), a děti (CHIL) podle jejich ID (identifikačního záznamu).